# Frank Neil
Frank Neil (* 21. Dezember 1886 in Corindhap, Victoria; † 1. Januar 1940 in Melbourne, Victoria) war ein australischer Theaterunternehmer.
Neil arbeitete um 1910 als Schauspieler für E. I. Coles Bohemian Dramatic Company und soll in dieser Zeit mehr als 500 Rollen gespielt haben. Einige Zeit trat er auch im Zirkus auf. 1918 spielte er in Melodramen, Pantomimen und Farcen von George Willoughbys Dramatic Co und Hugh J. Wards Theatertruppe. Für Ben Fullers Dramatic Company schrieb und leitete er die Pantomimen Bluebeard (1917, Wiederaufnahme 1920 und 1921), Red Riding Hood (1919) und Puss in Boots (1922).
1925 gründete er die Frank Neil’s Company of Comedians, mit der er das Apollo Theatre. Nach ersten Misserfolgen schaffte er mit seiner dritten Show Charlie’s Aunt den Durchbruch. Ende 1925 beauftragte ihn die Fuller-Ward-Organisation mit der Weihnachtspantomime Cinderella. Es folgten eine revidierte Version von Puss in Boots (1926), Mother Goose (1927), Little Red Riding Hood (1928) und später Up in Mabel’s Room und Getting Gertie’s Garter.
1929 kaufte Neil die Rechte für Whoopee und Clowns in Clover, zwei Produktionen von Ernest C. Rolls, die jedoch infolge der wirtschaftlichen Depression jener Jahre ein finanzieller Misserfolg wurden. Neil ging mit einer australischen Company nach Südafrika, kehrte jedoch 1931 nach Australien zurück und führte mit seinen Vaudeville and Revue Entertainers Bühnenrevuen (u. a. Hullo Paris) und Pantomimen (Cinderella) am Roxy (später Fullers National Theatre) auf. 1932 brachte er mit großem Erfolg Ella Shields und George Stevenson Wallace auf die Bühne.
1934 tat er sich mit Mike Connors und Queenie Paul zusammen, um das Tivoli zu übernehmen. Er zahlte aber bald beide aus und gründete die Tivoli Circuit Australia. 1935 ernannte er Wallace R. Parnell zum Leiter der Überseeproduktionen des Tivoli. Neil starb am 1. Januar 1940 an den Folgen eines Autounfalls. Leiter des Tivoli wurde Parnell, ab 1945 David N. Martin.

## Quelle
- Australian Variety Theatre Archive – Frank Neil (englisch)

| Personendaten    | Personendaten                    |
| ---------------- | -------------------------------- |
| NAME             | Neil, Frank                      |
| KURZBESCHREIBUNG | australischer Theaterunternehmer |
| GEBURTSDATUM     | 21. Dezember 1886                |
| GEBURTSORT       | Corindhap, Victoria, Australien  |
| STERBEDATUM      | 1. Januar 1940                   |
| STERBEORT        | Melbourne, Victoria, Australien  |